# Synagoga w Namysłowie
Synagoga w Namysłowie – synagoga znajdująca się w Namysłowie przy obecnej ulicy Dubois 19.

## Historia i architektura
Synagoga została zbudowana w 1856, na planie prostokąta, u zbiegu ówczesnych ulic Fehlborenstrasse (Wojska Polskiego) i Langestrasse (Stanisława Dubois). Jej poświęcenia dokonał 29 grudnia 1856 przybyły z Opola rabin Adolf Wiener, przy udziale członków magistratu oraz przedstawicieli innych organów władzy, z landratem Salice-Contessą na czele. Był to czas największego „prosperity” namysłowskiej wspólnoty żydowskiej. W 1861 w mieście mieszkało 239 osób wyznania mojżeszowego, co stanowiło wówczas niemal 6% ludności Namysłowa.
Podczas Nocy Kryształowej (noc z 9 na 10 listopada 1938) Niemcy zdewastowali wnętrze synagogi, która jednak szczęśliwie przetrwała to wydarzenie. Po zakończeniu wojny budynek przez pewien czas użytkowany był przez wspólnotę zielonoświątkową, a następnie przebudowano go na salę gimnastyczną. Obecnie jest to sala sportowa przy Młodzieżowym Ośrodku Wychowawczym Towarzystwa Interwencji Społecznej. Latem 2011 dokonano termomodernizacji budynku.
9 czerwca 2016 podczas „Dnia Pamięci o Żydach Namysłowskich” na elewacji dawnej synagogi umieszczona została tablica pamiątkowa w językach polskim, angielskim, hebrajskim i niemieckim. Stanowi ona świadectwo przeszłości pełniącego obecnie odmienną funkcję obiektu. 
Murowany i orientowany budynek synagogi wzniesiono na planie prostokąta. W niewielkim stopniu zachował się wystrój zewnętrzny.